# Urban Dance Squad
Urban Dance Squad (UDS) was een Nederlandse band die een cross-over bracht van rock, hiphop, rap en wat reggae. Veel buitenlandse bands, waaronder Rage Against the Machine, lieten zich inspireren door UDS.

## Biografie
UDS ontstond in december 1986 in Utrecht. Nadat de band naam maakte met energieke live-optredens, werd in 1989 het goed ontvangen debuut opgenomen. Van mei tot juli 1989 werkte Urban Dance Squad in de Brusselse ICP Studio met producer Jean-Marie Aerts aan opnamen voor de debuutplaat Mental Floss for the Globe, waarmee de band een Edison won. Dankzij financiële ondersteuning van de ICP-eigenaar kwam die plaat er ook uiteindelijk. Peter te Bos van Claw Boys Claw tekende voor het bandlogo en hoesontwerp. Het bleek een gouden vondst. De band werkte vervolgens aan zijn live-reputatie op Pinkpop, het New Yorkse New Music Seminar, een Amerikaanse tour en een aantal voorprogramma's voor Living Colour. In 1991 in Amerika is de clip "Deeper shade of soul" veel op de Amerikaanse MTV te zien en is de single in maart 1991 goed voor een 21ste plaats in de Billboard Hot 100. In 1990 won de band ook de Popprijs van de stichting Conamus. Later dat jaar kwam er een nieuw album, waarmee in 1992 wederom een Edison gewonnen werd. Omdat de band vervolgens ruzie kreeg met zijn Amerikaanse label werd Life 'n perspectives of a genuine crossover echter geen commercieel succes.
Toen in 1993 DJ DNA met de band stopte bleef de rest van de band doorspelen op de Belgische festivals Torhout-Werchter en Pukkelpop. Door de nieuwe bezetting was de band op Persona non grata echter meer aangewezen op standaard rocksongs, maar ook dit album viel goed. De band deed vervolgens nog eens Pinkpop aan, en speelde op Dynamo Open Air en het voorprogramma van de Beastie Boys.
In 1998 kwam DJ DNA weer terug bij de band. Dit resulteerde in 1999 in een nieuw album: Artantica. Met Happy Go Fucked Up scoorde UDS zelfs een kleine hit. Op 3 februari 2000 besloten de bandleden uit elkaar te gaan.
Van 1997 tot 2000 werkte zanger Rudeboy Remington ook met Junkie XL. Na het uiteenvallen van UDS startte hij vervolgens zijn eigen band, LXO, die later tot de League of XO Gentlemen werd omgedoopt. Met deze band bracht hij een album uit. In 2005 viel deze band uit elkaar. Samen met League-bassist Barkey startte Rudeboy The Servants of the Servants, die bij liveoptredens ook UDS-werk speelden.
In de zomer van 2006 kwam UDS, met uitzondering van DJ DNA, weer bij elkaar voor een aantal shows, ter promotie van de verzamel-cd The Singles Collection. Het eerste optreden was 4 augustus in Petrol in Antwerpen. Later die maand traden ze nog enkele keren op, onder andere op het zomerfestival Lowlands en het Belgische Pukkelpop. Het ging echter om een kortstondige reünie, met op 13 augustus het laatste concert in het Franse Aulnoye-Aymeries, tijdens Les nuits secrètes
René van Barneveld speelde daarna in The Yearlings en samen met DJ DNA in 2008 in het Beukorkest.
In 2016 werden alle studioalbums opnieuw op cd en lp uitgebracht. De cd's gingen gepaard met een bonus live-cd met concerten uit dezelfde periode als de originele albums.
Na het uiteengaan van Urban Dance Squad blijft Rudeboy optreden en opnemen met bands als League Of XO Gentlemen, Club Of High Eyebrows, The Phantom Four, Battles Of 1977, Green Lizard en meest recentelijk The Cold Vein.
In 2021 komen de frontman en DJ weer bij elkaar om onder de naam Rudeboy plays Urban Dance Squad feat. DJ DNA te touren met louter materiaal uit de Urban Dance Squad-catalogus. De 2 originele leden worden aangevuld door Matthias van Beek, Jochem van Rooijen en Axel van Oort op respectievelijk gitaar, drums en bas. In 2022 en 2023 wordt een uitverkochte Nederlandse clubtournee gedaan in onder andere de Melkweg, TivoliVredenburg en Vera. In diezelfde periode staat de band op Europese festivals zoals Hellfest.

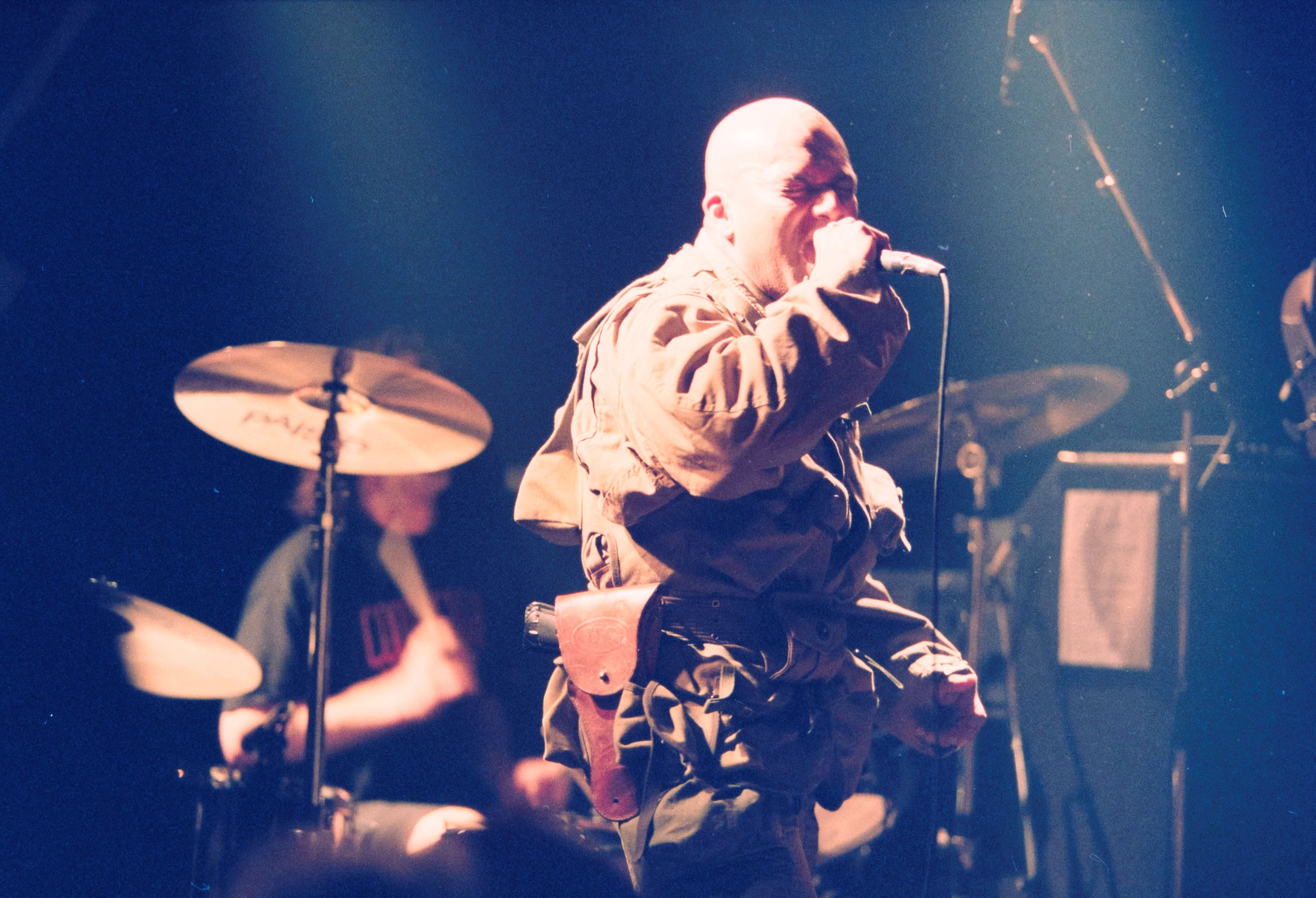
Urban Dance Squad (1999)
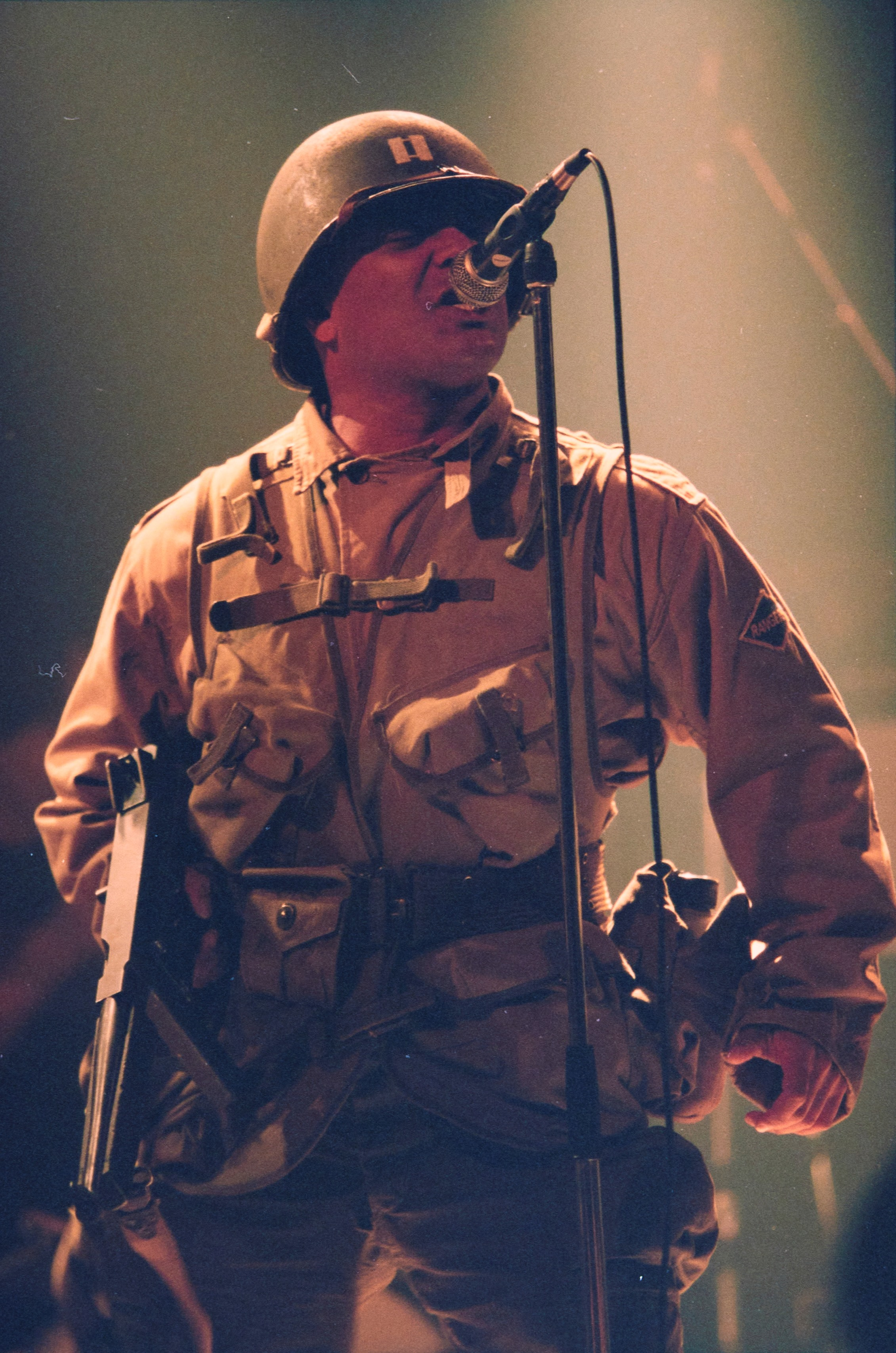

## Bezetting
- Rudeboy Remington (Patrick Tilon) - rap / zang
- Tres Manos (René van Barneveld) - gitaar
- Silly Sil (Silvano Matadin) - bas
- Magic Stick (Michel Schoots) - drums
- DJ DNA (Arjen de Vreede) - draaitafels
- U-Gene (Eugène Latumeten) - keyboard (1996-1997)

## Discografie

### Albums
| Album met eventuele hitnotering(en) in de Nederlandse Album Top 100 | Datum van verschijnen | Datum van binnenkomst | Hoogste positie | Aantal weken | Opmerkingen |
| ------------------------------------------------------------------- | --------------------- | --------------------- | --------------- | ------------ | ----------- |
| Mental Floss for the Globe                                          | 1989                  | 28-10-1989            | 34              | 24           |             |
| Life 'n Perspectives of a Genuine Crossover                         | 1991                  | 12-10-1991            | 28              | 14           |             |
| Persona Non Grata                                                   | 1994                  | 07-05-1994            | 10              | 20           |             |
| Planet Ultra                                                        | 1996                  | 05-10-1996            | 47              | 5            |             |
| Artantica                                                           | 1999                  | 03-04-1999            | 65              | 3            |             |

### Ep's
| Album met eventuele hitnotering(en) in de Nederlandse Album Top 100 | Datum van verschijnen | Datum van binnenkomst | Hoogste positie | Aantal weken | Opmerkingen                     |
| ------------------------------------------------------------------- | --------------------- | --------------------- | --------------- | ------------ | ------------------------------- |
| U.D.S. Hollywood Live / Pinkpop Live                                | 1990                  | -                     | -               | -            | Live-ep alleen in de V.S.       |
| Mental Relapse                                                      | 1991                  | -                     | -               | -            | Compilatie-ep alleen in de V.S. |
| Clashing Perspectives                                               | 1991                  | -                     | -               | -            | Compilatie-ep alleen in de V.S. |

### Compilaties
| Album met eventuele hitnotering(en) in de Nederlandse Album Top 100 | Datum van verschijnen | Datum van binnenkomst | Hoogste positie | Aantal weken | Opmerkingen   |
| ------------------------------------------------------------------- | --------------------- | --------------------- | --------------- | ------------ | ------------- |
| The Singles Collection                                              | 2006                  | 26-08-2006            | 38              | 4            | Verzamelalbum |

### Live-albums
| Album met eventuele hitnotering(en) in de Nederlandse Album Top 100 | Datum van verschijnen | Datum van binnenkomst | Hoogste positie | Aantal weken | Opmerkingen |
| ------------------------------------------------------------------- | --------------------- | --------------------- | --------------- | ------------ | ----------- |
| Beograd Live                                                        | 1997                  | -                     | -               | -            | Livealbum   |

### Singles
| Single met eventuele hitnotering(en) in de Nederlandse Top 40 | Datum van verschijnen | Datum van binnenkomst | Hoogste positie | Aantal weken | Opmerkingen                 |
| ------------------------------------------------------------- | --------------------- | --------------------- | --------------- | ------------ | --------------------------- |
| Deeper Shade of Soul                                          | 1989                  | 18-11-1989            | tip3            | -            | Nr. 52 in de Single Top 100 |
| No Kid                                                        | 1989                  | 03-03-1990            | tip5            | -            | Nr. 52 in de Single Top 100 |
| Fastlane                                                      | 1991                  | 11-05-1991            | tip12           | -            | Nr. 59 in de Single Top 100 |
| Bureaucrat Of Flaccostreet                                    | 1991                  | -                     | -               | -            |                             |
| Routine                                                       | 1991                  | 15-02-1992            | tip8            | -            | Nr. 65 in de Single Top 100 |
| Grand Black Citizen                                           | 1992                  | 15-08-1992            | tip9            | -            | Nr. 65 in de Single Top 100 |
| Demagogue                                                     | 1994                  | 23-04-1994            | tip5            | -            | Nr. 31 in de Single Top 100 |
| Candy Strip Experience                                        | 1994                  | -                     | -               | -            |                             |
| Temporarily Expendable                                        | 1996                  | 28-12-1996            | tip10           | -            | Nr. 61 in de Single Top 100 |
| Dresscode                                                     | 1996                  | -                     | -               | -            |                             |
| Carbon Copy                                                   | 1997                  | -                     | -               | -            |                             |
| Ego                                                           | 1997                  | 22-03-1997            | -               | -            | Nr. 94 in de Single Top 100 |
| Craftmatic Adjustable Girl                                    | 1998                  | -                     | -               | -            | -                           |
| Happy Go Fucked Up                                            | 1999                  | -                     | -               | -            | -                           |

### Vlaamse hitnoteringen
| Album met hitnotering(en) in de Vlaamse Ultratop 200 albums | Datum van verschijnen | Datum van binnenkomst | Hoogste positie | Aantal weken | Opmerkingen   |
| ----------------------------------------------------------- | --------------------- | --------------------- | --------------- | ------------ | ------------- |
| The Singles Collection                                      | 2006                  | 02-09-2006            | 67              | 4            | Verzamelalbum |

| Single met hitnotering(en) in de Vlaamse Ultratop 50 | Datum van verschijnen | Datum van binnenkomst | Hoogste positie | Aantal weken | Opmerkingen |
| ---------------------------------------------------- | --------------------- | --------------------- | --------------- | ------------ | ----------- |
| Demagogue                                            | 1994                  | 23-04-1994            | 39              | 5            |             |
| Temporarily Expendable                               | 1996                  | 21-12-1996            | tip15           | -            |             |